# Branco Ampuero
Erwin Branco Ampuero Vera (* 19. Juli 1993 in Carelmapu) ist ein chilenischer Fußballspieler. Der Abwehrspieler wurde zweimal chilenischer Meister.

## Karriere

### Verein
Branco Ampuero begann seine Karriere 2010 beim Deportes Puerto Montt in der Primera B. 2012 stieg der Verteidiger mit Puerto Montt in die Segunda División ab, konnte diese aber 2014 gewinnen. Mit Gewinn der Drittligameisterschaft wechselte Ampuero zu Deportes Antofagasta in die Primera División und spielte sich direkt in die Startelf. 2017 wurde er an den CD Universidad Católica verliehen, mit dem er zum ersten Mal chilenischer Meister 2018 wurde. Zurück bei Antofagasta spielte er zwei weitere Jahre beim Klub aus dem Norden Chiles und wurde im März 2021 fest von Universidad Católica verpflichtet. Mit den Cruzados gewann er die Meisterschaft 2021.

### Nationalmannschaft
Branco Ampuero debütierte im Januar 2017 für die Nationalmannschaft beim China-Cup. Dort wurde der Abwehrspieler beim 1:0-Finalsieg über Island in der Nachspielzeit des Spiels für Stürmer Leonardo Valencia eingewechselt. Über acht Jahre später kam er zu seinem zweiten Einsatz in der La Roja beim Freundschaftsspiel gegen Panama.

## Erfolge
Deportes Puerto Montt
- Segunda División: 2014

Universidad Católica
- Primera División: 2018, 2021
- Supercopa de Chile: 2020, 2021